# Distretto di Ikungi
Il distretto di Ikungi è un distretto della Tanzania situato nella regione di Singida. È suddiviso in 26 circoscrizioni (wards) e conta una popolazione di 272 959 abitanti (censimento 2012).
Lista delle circoscrizioni:
- Dung'unyi
- Ighombwe
- Iglansoni
- Ihanja
- Ikungi
- Irisya
- Iseke
- Issuna
- Iyumbu
- Kikio
- Kituntu
- Lighwa
- Mang'onyi
- Mgungira
- Minyughe
- Misughaa
- Mkiwa
- Mtunduru
- Muhintiri
- Mungaa
- Mwaru
- Ntuntu
- Puma
- Sepuka
- Siuyu
- Unyahati